# رفرافيات
الرفراف أو القاوند أو القرلى أو صائد السمك هو اسم شائع لطيور فصيلة الرفرافيات أو القرليّة (الاسم العلمي: Alcedinidae) التي تتبع رتبة الشقراقيات.

## الأنواع
- جنس الرفراف Alcedo

- صياد السمك بلايث (Alcedo hercules)
- صياد السمك الأخضر (Alcedo atthis)
- Half-collared Kingfisher (Alcedo semitorquata)
- Shining Blue Kingfisher (Alcedo quadribrachys)
- صياد السمك أزرق الأذنين (Alcedo meninting)
- رفراف لازوردي (Alcedo azurea)
- رفراف بسمارك (Alcedo websteri)
- Blue-banded Kingfisher (Alcedo euryzona)
- رفراف نيلي الطوق (Alcedo cyanopectus)
- Silvery Kingfisher (Alcedo argentata)
- Malachite Kingfisher (Alcedo cristata)
- Madagascar Kingfisher (Alcedo vintsioides)
- São Tomé Kingfisher (Alcedo thomensis)
- Príncipe Kingfisher (Alcedo nais)
- White-bellied Kingfisher (Alcedo leucogaster)
- Cerulean Kingfisher (Alcedo coerulescens)
- رفراف صغير (Alcedo pusilla)

- جنس مخيط الماء
- جنس Ispidina

## معرض صور

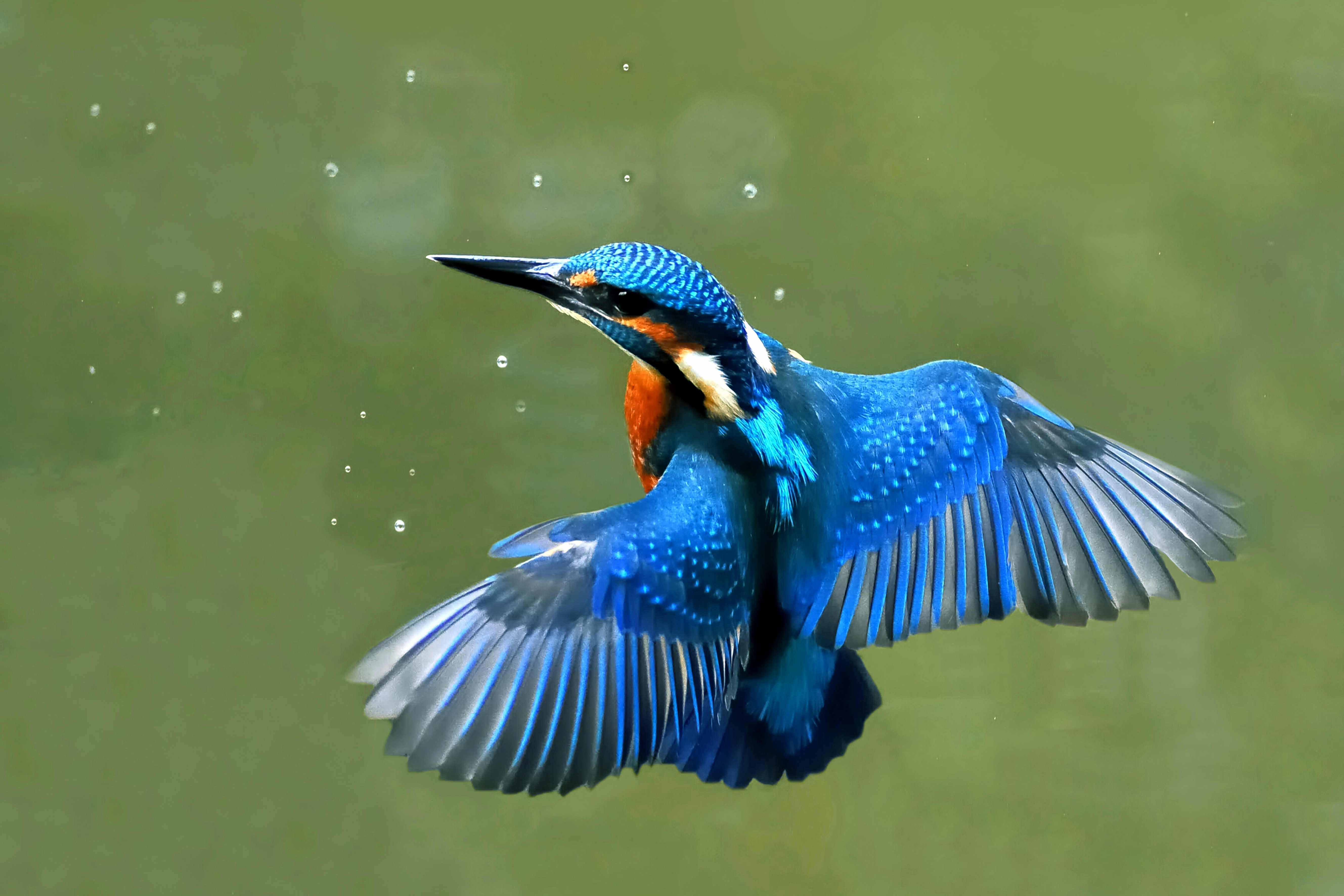
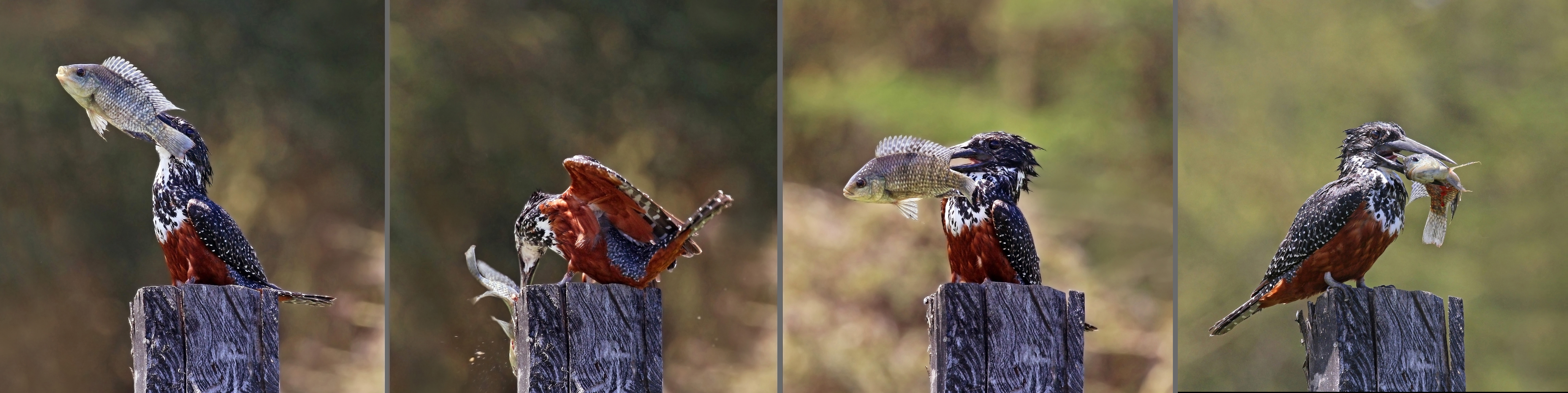
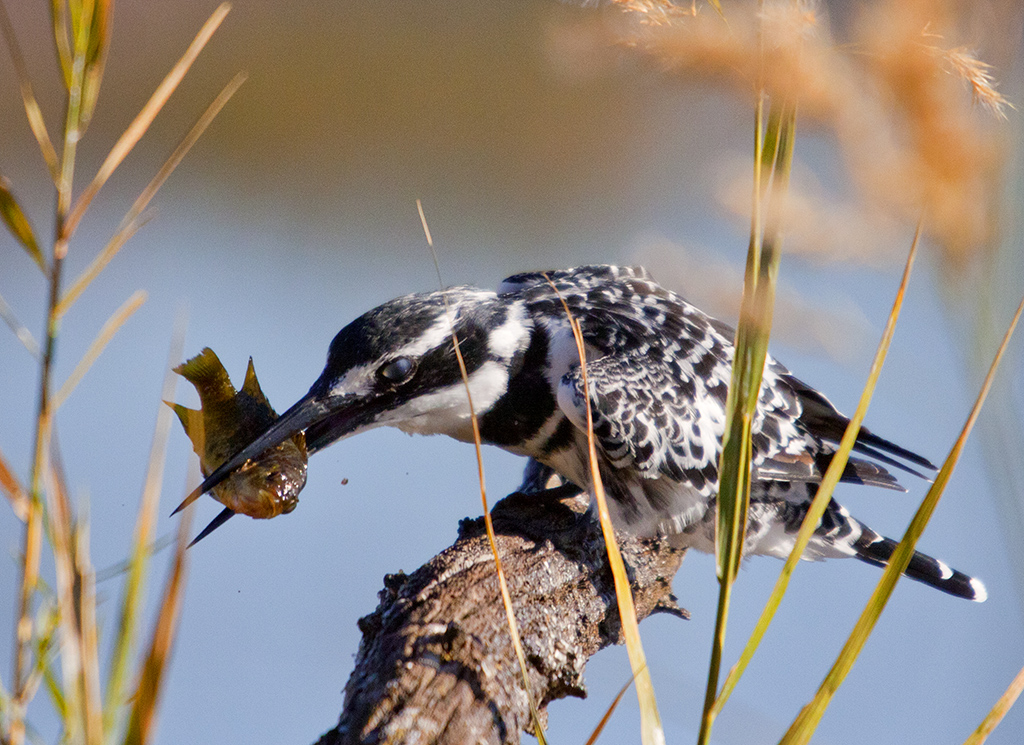